# Dodge GTX
El Dodge GTX es un automóvil de turismo del segmento D, fabricado por Chrysler-Fevre Argentina S.A. bajo la terminal Dodge. El mismo, era un desarrollo realizado sobre la base de la plataforma A (Early A-Body) 1960/66 , consistente en una coupé sin parantes (hardtop) de corte deportivo, diseño musculoso, agresivo, aerodinámico y de altas prestaciones. Por su diseño, fue catalogada como uno de los pocos muscle car fabricados en Argentina.
Este automóvil fue presentado en el mes de octubre del año 1970, como reemplazo del modelo Dodge GT de la gama sedán de la línea de autos. A la vez de ser la piedra fundamental que diera lugar a la gama coupé de esta línea de autos, de la cual surgirían con posterioridad la versión coupé del Polara y su versión evolucionada R/T.
Fue presentada originalmente equipada con un impulsor Slant-Power A-119 de 6 cilindros en línea, que fuera utilizado originalmente en el sedán Dodge GT, acoplado a una caja manual de 4 velocidades. Tiempo más tarde este impulsor sería suplantado por un V8 de 318 pulgadas cúbicas, el cual terminaría de convertirse en distintivo para este modelo, hasta el final de su producción en el año 1979.
Su diseño y desarrollo también fue objeto de atención para su incursión en la faz deportiva, siendo utilizado por varios competidores para su participación en la categoría Turismo Carretera, donde ejerciera un amplio dominio durante la década del '80, obteniendo 8 de 10 campeonatos. Su fiabilidad mecánica, sumado a su diseño aerodinámico, lo convertirían en el coche representativo de la marca Dodge en esta categoría y en los distintos zonales de la Argentina. Asimismo, este modelo también serviría como base para el desarrollo del prototipo de carreras Dodge Cherokee, presentado a mitad de la década del '90, el cual además de combinar las líneas de diseño de la GTX con un impulsor AMC XJ "Cherokee", recibió la homologación de la Asociación Corredores de Turismo Carretera, como coche representativo de la marca.

## Historia del Dodge GTX

### Antecedente
En el año 1968, Chrysler-Fevre Argentina S.A. había lanzado una nueva línea de vehículos sedanes, todos ellos basados en un mismo diseño de carrocería exclusivo para mercado Argentino, el cual era un desarrollo practicado sobre la base del Dart tercera generación norteamericano (63/66) o de los Valiant ya vendidos en Argentina anteriormente. en primer lugar y por un corto periodo de tiempo se lanzaría el Dodge Valiant , era un sedan con equipamiento casi nulo, en algunos casos carecían hasta de radio, también tenían llantas rodado 13 con una taza central, al poco tiempo se discontinua para pasar a componer la gama con 3 modelos bien distinguidos, en primer lugar la versión Taxi, luego le seguía el Polara con algo más de equipamiento y un interior mejorado para terminar el Dodge con más lujo denominado "Coronado", de este último modelo se desprendía el Dodge GT, un sedán lujoso desarrollado con prestaciones deportivas, este modelo, estaba equipado con un impulsor Chrysler Slant-Power A-119 de 3687cm3 (225 pulgadas cúbicas), con una relación de compresión de 8.4:1 (la más alta de la gama) y capaz de erogar una potencia de 155HP (SAE) a 4500rpm. Todo esto, acoplado a una caja manual de 4 velocidades A-833 de origen estadounidense.
Si bien la recepción de este vehículo fue buena por parte del público (principalmente gracias a sus altas prestaciones y la combinación de sus atributos como coche lujoso), desde Chrysler-Fevre buscarían la forma de ofrecer un nuevo producto de tinte más deportivo, teniendo en cuenta además que los modelos de la línea sedán (Polara y Coronado), comenzaban a ser vistos más como coches lujosos que deportivos. Por tal motivo, Chrysler-Fevre comenzaría a realizar un estudio de mercado para definitivamente dar con ese auto netamente deportivo que acapare la atención de su cliente.

### Desarrollo del coupé GTX
Con la intención de avanzar en la búsqueda de un nuevo concepto deportivo, Chrysler-Fevre importó desde México un Dodge Dart GTS, equipado con un motor V8 de 5.6 litros o 340 pulgadas cúbicas con transmisión automática, con el objetivo de presentarlo en una competencia de Turismo Carretera y así también evaluar el impacto que generaría en el público la presencia de un automóvil con un impulsor de esas características. De esta manera, CFA conseguiría establecer su estudio de mercado y comenzaría a poner manos a la obra en el desarrollo de su nuevo producto.
En primer lugar, el desarrollo argentino de este producto estuvo basado sobre el mismo chasis de la gama sedán (recordamos que es Early A-Body y no del Dart cuarta generación ofrecido a partir del 67 como el traído de México, que todo el mundo generalmente tiende a confundir), por lo que ambas líneas de automóviles compartían piezas y soluciones mecánicas. En segundo lugar, se experimentó un nuevo diseño que consistió en la supresión de las puertas traseras y los parantes laterales, como así también en el estiramiento de las puertas delanteras unos centímetros hacia atrás. Asimismo, el techo también fue modificado inclinando el parabrisas hacia atrás y achicando la luneta. 
Para completar su producción, a este nuevo coche le fue traspasado el motor del sedán Dodge GT, el Slant Power A-119 pero con una nueva caja de cambios de 4 velocidades (se dejó de usar la caja A-833 para pasar a usar una caja de desarrollo nacional partiendo de la de 3 marchas del Polara/Coronado, que fue denominada A 230/4). En relación con otros aspectos como la suspensión, sistemas de frenos y de seguridad, el nuevo modelo heredaría todo de su predecesor sedán. De esta manera, en octubre de 1970 Chrysler Fevre presentaría en sociedad a la nueva coupé Dodge GTX, la cual daría pie y fundamento a la futura gama coupé de la línea Dodge.

### El nombre GTX
El nombre de este nuevo producto hacía alusión en parte a su origen en el sedán Dodge GT, al cual le agregaría la letra "X" alusiva al término extremo. Al mismo tiempo, estas siglas son el significado del término Gran Turismo eXtremo, el cual hacía notar las altas prestaciones de este producto, que además era un nombre que ya estaba bajo la nómina de Chrysler USA.

### Los primeros GTX

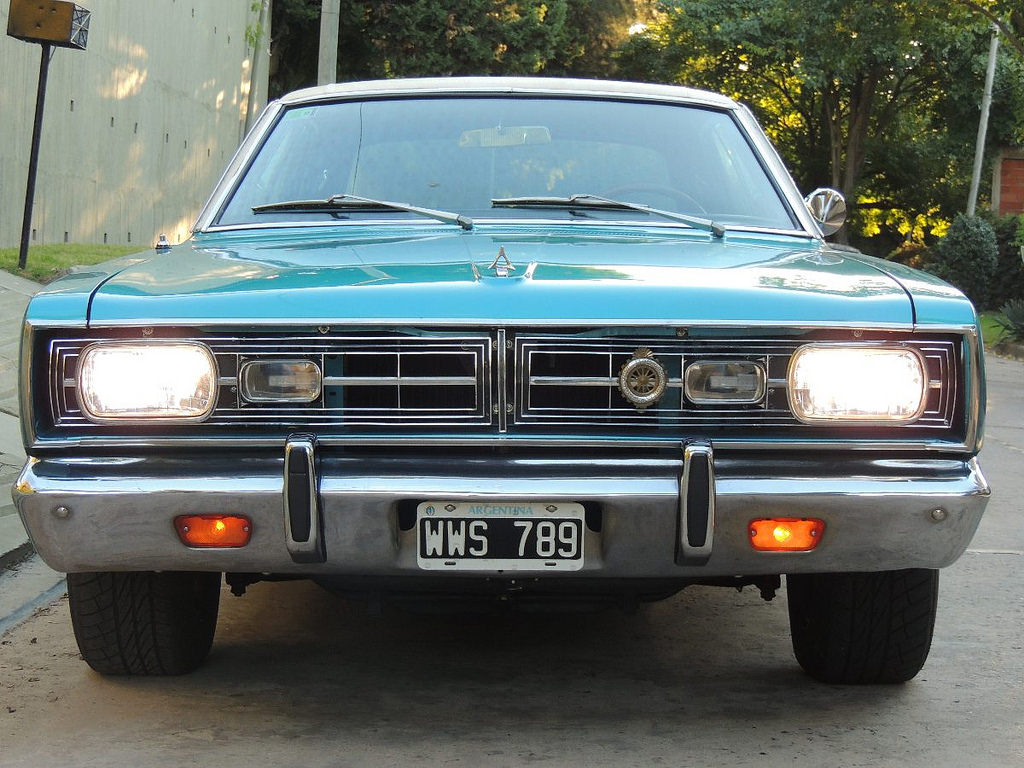
Dodge GTX Primera Versión (1970–1971)

La Dodge GTX fue lanzada a finales del año 1970, como sucesora del modelo sedán Dodge GT. De este coche, la nueva coupé heredaría casi la totalidad de sus soluciones mecánicas, siendo inicialmente presentada con un impulsor de 6 cilindros en línea Slant-Power A-119 de 225 pulgadas cúbicas y capaz de erogar una potencia de 155 HP a 4500 rpm. Sin embargo, la propuesta de Chrysler se complementaría con la aparición en el mismo año de la Dodge GTX V8, la cual estéticamente era igual a la GTX Slant, con la diferencia de que pasaba a equipar un motor V8 de 5210 cm³ (318 pulgadas cúbicas), capaz de erogar una potencia de 212 HP a 4400 rpm. Tanto una como otra versión venían equipadas con cajas manuales de 4 velocidades A 230/4. Por el lado de la GTX Slant Six, su embrague (de 234.9mm) y su diferencial eran los mismos que los utilizados en el Dodge GT, mientras que la GTX V8 pasaba a equipar un embrague monodisco en seco de 266mm de diámetro (10.5") y un diferencial más largo.

### Evolución y final

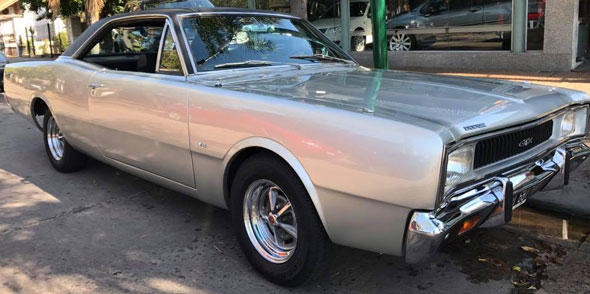
Look del Dodge GTX a partir de 1972 hasta el final de su comercialización.

La producción de estas unidades seguiría sin alteraciones hasta el año 1972, en el que se resolvería reemplazar al GTX Slant por una versión más económica y con prestaciones similares al sedán Polara, siendo denominado en este caso como Coupé Polara. Con esta determinación, la GTX pasaba a ser exclusivamente equipada con motor V8, convirtiéndose en el vehículo más potente de toda la gama Dodge. También recibiría una nueva parrilla delantera abandonando la de aleación cromada para pasar a tener una que combinaba el plástico con chapa, Para 1973, el auto por este único año pasaba a tener las llantas pintadas en vez de cromadas, y carecía de cualquier emblema a excepción de las siglas GTX en la parrilla, también fueron anunciados nuevos valores de prestaciones para la GTX, los cuales pasaron a ser de 8.5:1 a 8.8:1 en la compresión, de 42.6kgm (SAE) a 2600rpm a 47.6kgm (SAE) a 2000rpm en el torque y de 212HP (SAE) a 230HP (SAE) al mismo régimen en cuanto a potencia. Al mismo tiempo, a partir de 1974 los motores V8 comenzarían a importarse desde Canadá, manteniéndose los valores establecidos en 1973, el interior recibiría nuevas butacas y nuevos tapizados, volvería a tener las clásicas llantas cromadas y los emblemas GTX en el guardabarros traseros, en 1978 el interior volvería a verse afectado recibiendo esta vez butacas más anchas y una nueva consola central, también vuelve a recibir nuevos tapizados.
Finalmente, la producción de la GTX junto a toda la línea Dodge coupé tuvo su punto final en el año 1979, como primer consecuencia de la venta del paquete accionario de Chrysler-Fevre a Volkswagen, que derivó en su cierre en 1979 y la posterior constitución de Volkswagen Argentina S.A. en 1980. El motivo esgrimido para adelantar el cierre de su producción, fue que de las tres líneas que se encontraban en producción (la línea coupé, más la línea sedán y el Dodge 1500) era la que menor demanda estaba registrando en ese año.

## Ámbito deportivo
Otra particularidad de este coche se dio en el aspecto deportivo, ya que la GTX fue elegida por los corredores de Turismo Carretera (junto al Dodge RT) para representar a la marca de la pentaestrella. Con este modelo, daban reemplazo a los Dodge Polara sedanes e iniciaban una nueva era en el automovilismo nacional, dando inicio a un predominio de una marca que no era de las habituales: Ford o Chevrolet. Sin embargo, debido a una disposición reglamentaria, la GTX estaba vedada de usar su motor V8, por lo que era equipada con el motor Slant-Six de los Polara y RT, o bien eran utilizados los mismos Polara Coupé y RT, aunque la identificación del público con la GTX hacía que estos sean conocidos de esa manera.
Durante gran parte de la década del '80, la GTX dominó a voluntad frente a sus rivales, obteniendo 8 de los 10 títulos de la marca. Fueron campeones con la GTX, Antonio Aventín (Temporada 1980/1981), Roberto Mouras (1981, 1983, 1984 y 1985), Oscar Angeletti (1986) y Oscar Castellano (1987 y 1988). Sin embargo, una modificación reglamentaria prevista para el año 1989, por la cual se le otorgaba mayor compresión a los modelos de las marcas Chevrolet y Ford, más los costos de mantenimiento que comenzaban a evidenciar como producto del cese de su producción, le terminarían jugando en contra y provocando la deserción de las máximas figuras de la marca, hacia las anteriormente mencionadas. Este panorama, provocó un fuerte relegamiento para Dodge al punto tal de no contar con referentes fuertes en pista, perdiendo el repentino brillo adquirido en la década del '80.
Finalmente, y para suerte de la marca Dodge, en 1995 se presentó la nueva evolución de la GTX que fue equipada con motor de Jeep Cherokee, siendo bautizada como Dodge Cherokee. Con esta unidad, la marca obtuvo dos títulos de Turismo Carretera en la década del 2000 siendo sus pilotos campeones Ernesto Bessone (2003) y Norberto Fontana (2006). Al mismo tiempo, la homologación de este producto se hizo extensiva hacia las divisiones inferiores de la Asociación Corredores de Turismo Carretera, donde el "Cherokee" obtendría nuevos lauros en las divisiones TC Pista, TC Mouras y TC Pista Mouras.

## Ficha técnica
| Modelo                | Fevre Sport Coupe                    | Fevre Sport Coupe                    | Fevre Sport Coupe                    |
| --------------------- | ------------------------------------ | ------------------------------------ | ------------------------------------ |
| Valores               |                                      |                                      |                                      |
| Dodge GTX             | Dodge GTX V8                         | Dodge GTX V8                         |                                      |
| Período               | 1970–1971                            | 1970–1973                            | 1973–1979                            |
| Motorización          | Chrysler Slant 6 seis en línea.      | Chrysler LA 318 V8                   | Chrysler LA 318 V8                   |
| Cilindrada            | 3.687 cm³ (225 ci)                   | 5.210 cm³ (318 ci)                   | 5.210 cm³ (318 ci)                   |
| Tracción              | Trasera                              | Trasera                              | Trasera                              |
| Potencia              | 155 hp a 4.500 rpm                   | 212 hp a 4.000 rpm                   | 230 hp a 4.400 rpm                   |
| Par Motor             | 30.4kgm (SAE) a 2400 rpm             | 42.6kgm (SAE) a 2600 rpm             | 47.6kgm (SAE) a 2000 rpm             |
| Rel. Compresión       | 8.4:1                                | 8.5:1                                | 8.8:1                                |
| Carburador            | Carter BBD 4300S                     | Carter BBD 4749S / Holley 7227       | Carter BBD 4749S / Holley 7227       |
| Transmisión           | Dodge A-230/4 de 4 marchas           | Dodge A-230/4 de 4 marchas           | Dodge A-230/4 de 4 marchas           |
| Peso en Vacío         | 1530 kg                              | 1590 kg                              | 1590 kg                              |
| Largo                 | 5010 mm                              | 5010 mm                              | 5010 mm                              |
| Ancho                 | 1904mm                               | 1904mm                               | 1904mm                               |
| Alto                  | 1425 mm                              | 1425 mm                              | 1425 mm                              |
| Batalla               | 2810 mm                              | 2810 mm                              | 2810 mm                              |
| Trocha Delantera      | 1420 mm                              | 1420 mm                              | 1420 mm                              |
| Trocha Trasera        | 1460 mm                              | 1460 mm                              | 1460 mm                              |
| Frenos Delanteros     | Disco, diámetro de 277.6 mm (11")    | Disco, diámetro de 277.6 mm (11")    | Disco, diámetro de 277.6 mm (11")    |
| Frenos Traseros       | Tambor                               | Tambor                               | Tambor                               |
| Dirección             | Bolillas recirculantes               | Bolillas recirculantes               | Bolillas recirculantes               |
| Suspensión Delantera  | Indep. Mc Pherson, barras de torsión | Indep. Mc Pherson, barras de torsión | Indep. Mc Pherson, barras de torsión |
| Suspensión Trasera    | Eje Rígido, resortes                 | Eje Rígido, resortes                 | Eje Rígido, resortes                 |
| Llantas               | 14" X 6"                             | 14" X 6"                             | 14" X 6"                             |
| Neumáticos            | G70-14 (205/70-14)                   | G70-14 (205/70-14)                   | G70-14 (205/70-14)                   |
| Generador             | Alternador 12V, 48 A                 | Alternador 12V, 48 A                 | Alternador 12V, 48 A                 |
| Consumo Promedio      | 7,5 km/l                             | 7,5 km/l                             | 7,5 km/l                             |
| Vel. Máx.             | 180 km/h                             | 189 km/h                             | 192 km/h                             |
| Dirección hidráulica  | Sí                                   | Opcional                             | Sí                                   |
| Elevalunas eléctricos | Sí                                   | Sí                                   | Sí                                   |
| Aire Acondicionado    | Sí                                   | Sí                                   | Sí                                   |

- [4]